# موز بورنئو
موز بورنئو (نام علمی:Musa borneensis) نام یک گونه از سرده موز است که متعلق به تیره میوزیشی می‌باشد.